# Исмайлов, Афран Амид оглы
Афран Амид оглы Исмайлов (азерб. Əfran Amid oğlu İsmayılov; род. 8 октября 1988[…], Баку) — азербайджанский футболист, полузащитник. 

## Биография
В футбол начал играть в возрасте 8 лет в спортивной школе «Нефтчи». Первый тренер — Ровшан Гасымов.

## Клубная карьера
Игрок футбольного клуба — «Карабах» Агдам. Серебряный призёр чемпионата Азербайджана сезона 2012/13.
На правах аренды выступал также за клуб азербайджанской премьер-лиги — «Туран» (Товуз).
В Лиге Европы сезона 10-11 забил 5 голов в составе агдамского «Карабаха».

## Сборная Азербайджана
Игрок молодёжной сборной Азербайджана.
С 4 по 10 января 2009 года в составе молодёжной сборной Азербайджана провёл учебно-тренировочные сборы в турецком городе Анталья.

### Голы за Сборную
| 1.                         | 25 Февраля 2010 | Король Абдалла II, Амман, Иордания    | Иордания           | 0-2 | 0-2 | Товарищеский матч |
| 2.                         | 29 Мая 2016     | Sportplatz Bad Erlach, Эрлах, Австрия | Северная Македония | 2-1 | 3-1 | Товарищеский      |
| По состоянию на 10.06.2017 |                 |                                       |                    |     |     |                   |